# Dorama del 2007
Questa è una lista di dorama del 2007 per indice di ascolto prodotti dalle reti televisive nazionali giapponesi.

## Lista didoramastagionali del 2007
| Titolo                         | Stagione, orario                     | Genere                             | Canale TV, ascolti | Protagonisti                                                                    | Temi musicali          | Episodi    | Opere correlate                                                     |
| ------------------------------ | ------------------------------------ | ---------------------------------- | ------------------ | ------------------------------------------------------------------------------- | ---------------------- | ---------- | ------------------------------------------------------------------- |
| Hana Yori Dango Returns        | Inverno 5/1-16/3                     | Scolastico Drammatico Sentimentale | TBS                | Mao Inoue Jun Matsumoto Shun Oguri Shōta Matsuda Tsuyoshi Abe                   | Arashi Utada Hikaru    | 11         | Hanayori Dango Hana Yori Dango Hana Yori Dango Final Kkotboda namja |
| Tokyo Tower (serie televisiva) | Inverno 8/1-19/3                     |                                    | Fuji TV            |                                                                                 | Kobukuro               | 10         |                                                                     |
| Himitsu no Hanazono            | Inverno 9/1-20/3                     |                                    | Fuji TV            |                                                                                 | Namie Amuro            | 11         |                                                                     |
| Karei-naru Ichizoku            | Inverno 14/1-18/3                    | Storico                            | TBS                | Takuya Kimura Kyōko Hasegawa Yū Yamada Hiroki Narimiya                          |                        | 10         |                                                                     |
| Delicious Gakuin               | Primavera 2/4-25/6 Lunedì, ore 17.30 | Commedia Lavorativo                | TV Tokyo           | Takahiro Nishijima                                                              |                        | 13         |                                                                     |
| Happy Boys                     | Primavera 2/4-18/6 Lunedì, ore 2.45  | Lavorativo Commedia                | TV Tokyo           | Kōji Seto Kenta Kamakari Keisuke Katō                                           |                        | 13         |                                                                     |
| Hanayome to papa               | Primavera 10/4-26/6                  |                                    | Fuji TV            | Satomi Ishihara Junnosuke Taguchi                                               |                        | 12         |                                                                     |
| Sexy Voice and Robo            | Primavera 10/4-19/6                  |                                    | NTV                | Ken'ichi Matsuyama                                                              | Mitsuki Aira           | 10 (11)    |                                                                     |
| Watashitachi no kyōkasho       | Primavera 12/4-28/6                  | Scolastico Mistero                 | Fuji TV            | Miho Kanno Atsushi Itō Mirai Shida                                              |                        | 12         |                                                                     |
| Liar Game                      | Primavera 14/4-23/6                  |                                    | Fuji TV            | Erika Toda Shōta Matsuda                                                        |                        | 2 stagioni |                                                                     |
| Proposal Daisakusen            | Primavera 16/4-24/6                  | Romantico Scolastico Lavorativo    | Fuji TV            | Tomohisa Yamashita Masami Nagasawa Yūta Hiraoka Naohito Fujiki                  | Keisuke Kuwata         | 11+1       | Proposal Daisakusen SP                                              |
| Bambino!                       | Primavera 18/4-27/6                  | Lavorativo                         | NHK                | Jun Matsumoto Masachika Ichimura Kuranosuke Sasaki Ryūta Satō Kazuki Kitamura   | Arashi                 | 11         |                                                                     |
| LIFE                           | Estate 30/6-15/9                     | Scolastico Drammatico              | Fuji TV            |                                                                                 | Nika Nakashima         | 11         | Life                                                                |
| Tantei gakuen Q                | Estate 3/7-11/7                      | Giallo Mistero                     | NTV                | Mirai Shida Ryōsuke Yamada                                                      | Flow                   | 11         | Tantei gakuen Q                                                     |
| Hanazakari no Kimitachi e      | Estate 3/7-18/9                      | Scolastico Commedia                | Fuji TV            | Maki Horikita Shun Oguri Tōma Ikuta Hiro Mizushima Yūsuke Yamamoto Masaki Okada | Ai Ōtsuka ORANGE RANGE | 11+1       | Hana-Kimi Hanazakarino Kimitachihe Hanazakari no kimitachi e        |
| Yama Onna Kabe Onna            | Estate 5/7-20/9                      |                                    | Fuji TV            | Misaki Itō                                                                      | EXILE                  | 12         |                                                                     |
| Yamada Tarō monogatari         | Estate 6/7-14/9                      | Commedia Scolastico Familiare      | TBS                | Kazunari Ninomiya                                                               | Arashi                 | 10         |                                                                     |
| Boys Esté                      | Estate 13/7-28/9                     | Romantico Lavorativo Scolastico    | TV Tokyo           | Aoi Nakamura                                                                    |                        | 12         |                                                                     |
| First Kiss                     | Estate 9/7-17/9                      | Sentimentale                       | Fuji TV            | Mao Inoue Hideaki Itō                                                           | Oda Kazumasa           | 11         |                                                                     |
| Hotaru no hikari               | Estate 11/7-12/9                     | Commedia Sentimentale Familiare    | NHK                | Haruka Ayase Naohito Fujiki                                                     |                        | 2 stagioni |                                                                     |
| Jotei                          | Estate 13/7-14/9                     |                                    | TV Asahi           | Rosa Katō Shōta Matsuda                                                         |                        | 10         |                                                                     |
| Hataraki Man                   | Autunno 10/10-19/12                  | Lavorativo                         | NTV                | Miho Kanno                                                                      | Uverworld              | 11         |                                                                     |
| Mop Girl                       | Autunno 12/10-14/12                  |                                    | TV Asahi           | Keiko Kitagawa                                                                  | Erika Sawajiri         | 10         |                                                                     |
| Galileo                        | Autunno 15/10-17/12                  | Mistero                            | Fuji TV            |                                                                                 | Kou Shibasaki          | 10         |                                                                     |
| Yukan Club                     | Autunno 16/10-18/12                  | Commedia Scolastico Giallo         | NTV                | Jin Akanishi Yū Yokoyama Junnosuke Taguchi                                      | KAT-TUN                | 10         |                                                                     |